# Johan Hvidtfeldt
Johan Eriksen Hvidtfeldt (12. december 1908 i Vejle – 2. maj 1979 i Gentofte) var en dansk historiker og rigsarkivar.

## Uddannelse og karriere
Johan Hvidtfeldt blev født i Vejle, og efter i 1926 at have taget studentereksamen der, læste han historie og engelsk på Københavns Universitet. Han blev cand. mag. i disse fag i 1932, og fik gennem adskillige vikariater erfaring i arkivvæsenet. I 1935 blev han arkivar ved Landsarkivet for Sønderjylland i Aabenraa. Han specialiserede sig her i hertugdømmernes historie, og i 1944 udgav han sammen med Troels Fink Vejledning i studiet af Sønderjyllands historie.
I 1945 blev Johan Hvidtfeldt landsarkivar ved Landsarkivet for Nørrejylland i Viborg. Her udførte han i de næste årtier meget værdifuldt organisatorisk arbejde, bl.a. i forbindelse med kassationsspørgsmålet. Han var desuden hovedkraften bag udvidelsen af Landsarkivets bygninger i Viborg.
Daværende rigsarkivar Svend Aakjær døde i 1963, og Hvidtfeldt blev udnævnt til stillingen samme år. Hans administrative og organisatoriske evner indenfor arkivvæsenet kunne her udfoldes i rigere mål. Nye bygninger til Landsarkivet for Sjælland, Lolland-Falster og Bornholm og Landsarkivet for Sønderjylland blev indviet henholdsvis 1967 og 1970. Hovedresultatet var dog Bekendtgørelsen af 20. februar 1976 om statsinstitutionersarkiver og deres forhold til Rigsarkivet og landsarkiverne, der endeligt kodificerede de væsentligste spørgsmål i forbindelse med det danske arkivvæsen.
I 1941 blev han valgt ind i bestyrelsen for Historisk Samfund for Sønderjylland, hvor han sad til sin død. 1941-66 var han medredaktør af Sønderjyske Årbøger. Han var desuden i sin tid i Viborg formand for det derværende Stiftsmuseum, samt medlem af bestyrelsen for det byhistoriske arkiv og for Historisk Samfund for Viborg Amt. I den forbindelse redigerede han også det historiske samfunds årbog.
Han blev i 1946 indvalgt i bestyrelsen for Dansk historisk Fællesforening, og i perioden 1950-68 udfyldte han rollen som foreningens formand. Et af hans hovedresultater fra sin rolle i denne forening var Håndbog for danske lokalhistorikere (1950) og udgivelsrækken Historiske hjælpemidler. Han var desuden i perioden 1946-71 medredaktør af foreningens tidsskrift Fortid og Nutid.

## Forskning og videnskabelige foreninger
Johan Hvidtfeldts forskningsområder var vidtomspændende, fra opdagelsen af håndskriftet 804, 4° i den Arnamagnæanske Samling, som han bestemte som en autentisk tekst til Christian 2.s landlov (1934), og deraf følgende bidrag fra denne konges periode i monografier (Forvaltningspolitik under Christian II, 1939) og historieværker (Historikergruppens Danmarkshistorie, 1950 og Politikens Danmarkshistorie bd. 5, 1963), de sønderjyske studier med hovedværket Den nordslesvigske embedsstand 1700-1848 (1958), over stavnsbåndets historie ("Stavnsbåndet, dets forudsætninger og virkninger" i Årbøger for Vejle amt, 1938 og oversigtsartiklen "Stavnsbåndslitteratur" i Fortid og Nutid, bind 13, 1939) til besættelsestidens historie hvor han f.eks. sammen med dr. Harald Jørgensen rejste til Berlin hvor han gennemgik det 3. Riges arkiver og derfra hjembragte en uvurderlig mængde kopier af arkivalier vedrørende Danmarks forhold til Tyskland.
Han var desuden medlem af en række videnskabelige foreninger: I perioden 1940-63 medlem af bestyrelsen for Jysk Selskab for Historie, Sprog og Litteratur og 1940-61 medredakter af Jyske Samlinger. Fra 1952 til 1971 var han medlem af Landbohistorisk Selskabs bestyrelse (hvis formand han var 1952-57 og 1966-71). 17. marts 1966 blev han optaget som medlem af Det kongelige danske Selskab for Fædrelandets Historie. Desuden var han i 1968 formand for Dansk militærhistorisk kommission og 1973-77 for Militærhistorisk Fællesudvalg.
Johan Hvidtfeldt havde lidt af dårligt helbred siden 1960'erne. Sin sidste tid tilbragte han i refugium på Gottorp Slot.
Han var ikke dekoreret og må altså have afslået af modtage Dannebrogordenen.

## Forfatterskab

### På internettet
- Johan Hvidtfeldt: "Skudehandelen i det 17. aarhundrede" (Historie/Jyske Samlinger, 5. række, Bind 2; 1935)
- Johan Hvidtfeldt: "Stavnsbaandet, dets Forudsætninger og Virkninger" i Vejle Amts Aarbog, udgivet af Vejle Amts historiske Samfund 1938
- Johan Hvidtfeldt: "Snapsting og øxneeksport" (Historie/Jyske Samlinger, 5. række, Bind 9; 1947)
- Johan Hvidtfeldt: "Overdådighed og klædedragt i 1700-årene" (Historie/Jyske Samlinger, Ny række, Bind 1; 1950)
- Johan Hvidtfeldt: "Viborg Tugthus i 1700-årene" (Historie/Jyske Samlinger, Ny række, Bind 1; 1950)
- Johan Hvidtfeldt: "Augustenborgernes og Glucksborgernes arkiver" (Historisk Tidsskrift, 11. række, Bind 3; 1950)